# 黄唇裸颊鲷
黄唇裸颊鲷（学名：Lethrinus xanthochilus）为輻鰭魚綱鱸形目鱸亞目龍占魚科裸颊鲷属的鱼类，俗名红胸龙占。分布於印度太平洋區，從紅海、東非至馬克薩斯群島海域，棲息深度可達150公尺，本魚身體是灰黃色，有散在的不規則的黑斑，嘴唇黃色，上嘴唇更加激烈;基地的胸鰭上一個紅點，魚鰭是藍灰色，背鰭和尾鰭的邊緣是紅色，體長可達70公分，棲息在海草床、沙石底質海域，屬肉食性，以魚類、甲殼類、棘皮動物等為食，可做為食用魚及遊釣魚。该物种的模式产地在红海。

## 扩展阅读
維基物種上的相關：黄唇裸颊鲷